# 小行星6930
小行星6930（英語：6930）是一颗围绕太阳公转的小行星。1994年11月7日，上田清二、金田宏在钏路市发现了此天体。
这颗小行星的绝对星等为321.4063537820534等。